# Filmografia de Tonico Pereira

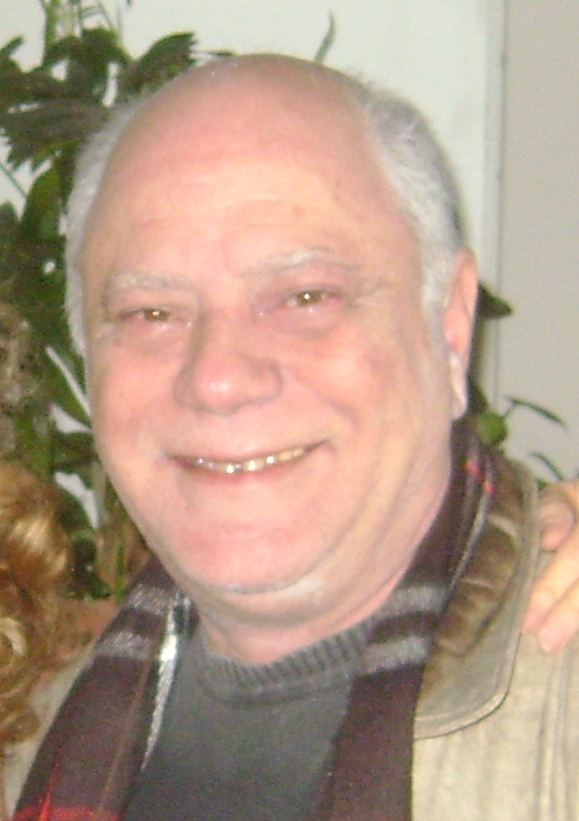
Tonico Pereira em 2011.

Esta lista reúne os filmes em que trabalhou o ator brasileiro Tonico Pereira, separados por décadas.

## Contexto

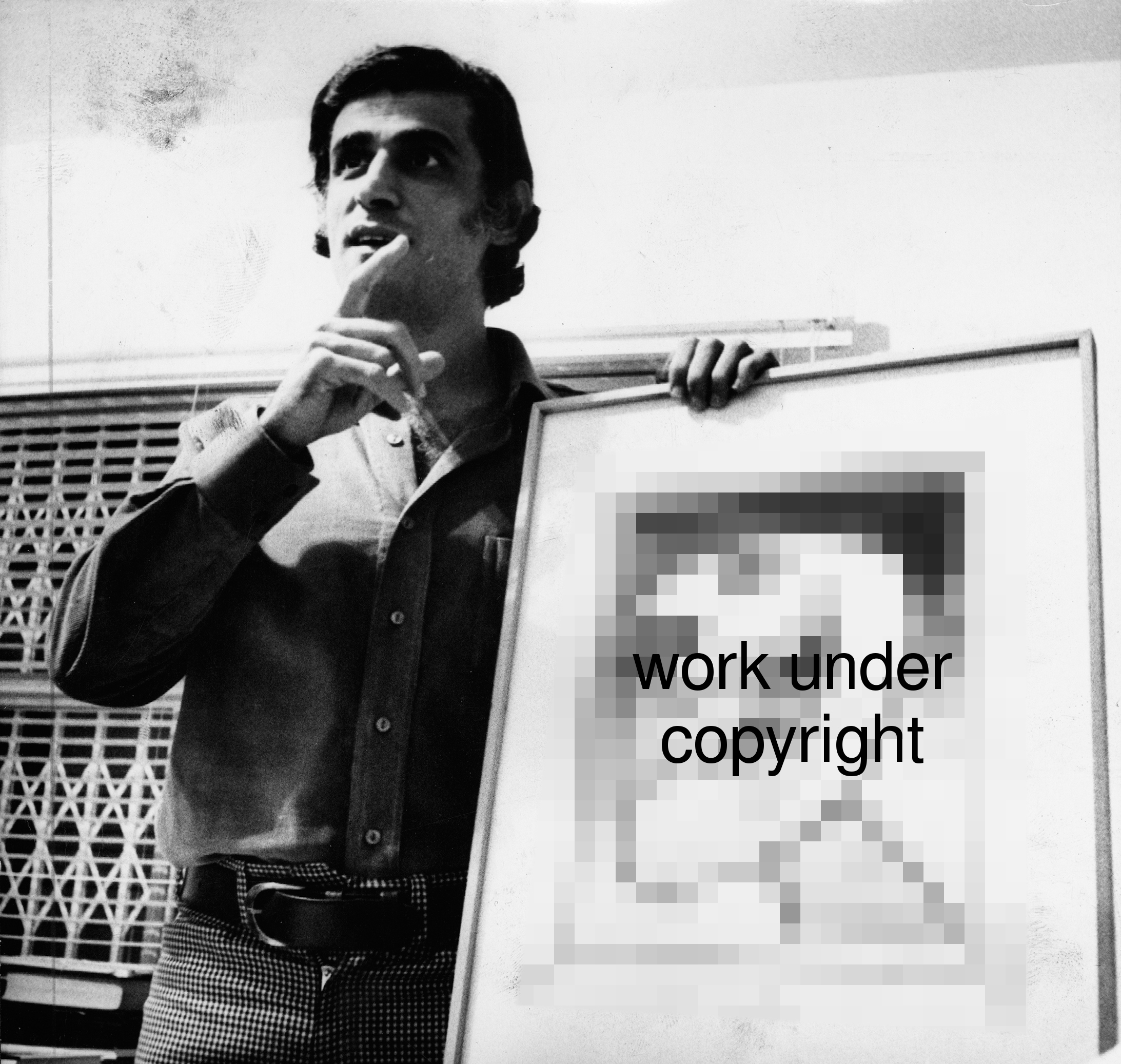
Tonico Pereira interpretou Seu Domingos em Menino Maluquinho - O Filme (1995), baseado na obra do cartunista Ziraldo (foto).

Estreou nas telonas na década de 1970 em O Amuleto de Ogum, como um ladrão, e em As Aventuras Amorosas de um Padeiro, este último do cineasta Waldir Onofre. Em 1976, esteve nos filmes Crueldade Mortal e em A Queda como um operário. Concluiu o período em A Lira do Delírio como Tonico; República dos Assassinos como Carlinhos; além de fazer parte do papel principal como Lobisomem em O Coronel e o Lobisomem.
Na década de 1980, viveu Desidério em Memórias do Cárcere e esteve no elenco de Nunca Fomos tão Felizes. Em 1985, interpretou Delegado Paixão em O Rei do Rio e, no ano seguinte, viveu Bereco em O Homem da Capa Preta. Em 1987, participou de três longas: Running Out of Luck como um motorista de caminhão; Ele, o Boto como Pereira; além do filme Romance da Empregada. Pereira encerrou o decênio em Fábula de la bella Palomera e Dedé Mamata como Jacques.
Na década de 1990, esteve nos longas O Círculo de Fogo e Corpo em Delito. Em 1991, atuou como Rafael em A Grande Arte e foi um palhaço em Vai Trabalhar, Vagabundo II: a Volta. Quatro anos mais tarde, interpretou Seu Domingos em Menino Maluquinho - O Filme, baseado na obra do cartunista Ziraldo. Em 1996, foi Aires em O Guarani, além de viver o coronel Moreira César em Guerra de Canudos e Dimas/Pedro em O Cego que Gritava Luz, dirigido por João Batista de Andrade; este último trabalho o garantiu como 'Melhor Ator' no Festival de Brasília. O ano de 1998 foi o período em que esteve quatro vezes em cartaz: nas obras Traição como Jordão; O Primeiro Dia como Carcereiro; Policarpo Quaresma, Herói do Brasil como Bustamante e em Como Ser Solteiro como Álvaro. No ano seguinte, concluiu sua função neste período fazendo participação especial como Cirineu em No Coração dos Deuses.
Na década de 2000, interpretou Beltrano em A Hora Marcada. Em 2001, foi Itaparica em Caramuru - A Invenção do Brasil e Raimundo em Copacabana. Nos dois anos seguintes, deu vida a Manoel em Querido Estranho, Herodes em Maria - Mãe do Filho de Deus, além de fazer participação especial no curta-metragem Clandestinidade. OPosteriormente, viveu Seu Padilha em O Coronel e o Lobisomem, Emílio de Menezes em Brasília 18%, além de integrar o elenco de Vestido de Noiva. Concluiu a década na pele de Mendonça em A Grande Família - O Filme e Seu Antônio em Saneamento Básico, o Filme.
No início da década de 2010, viveu Vladimir em O Bem-Amado. Em 2011, foi um doutor em Assalto ao Banco Central; encarnou em Beto & Deto em O Palhaço e esteve no elenco de Paraíso, Aqui Vou Eu. No ano seguinte, participou do curta-metragem Sobre Anões & Cifrões. Posteriormente, foi um velho em Mahjong, esteve no elenco de Rio, Eu Te Amo e Belisário em Vestido pra Casar e João no filme Entrando numa Roubada. Em 2016, esteve em cartaz em quatro obras: Os Incontestáveis como Lobo, Licença Prêmio, A Repartição do Tempo como Doutor Brasil e O que Seria Deste Mundo sem Paixão?. Concluiu o decênio participando dos longas Como Você me Vê?, Crô em Família como e no curta O Vestido de Myriam.
Escolhido para interpretar o personagem General, no ano de 2022, Pereira esteve em sua cidade natal, Campos dos Goytacazes, para a gravação do filme Faroeste Cabrunco, dirigido por Victor van Ralse. O filme é um western, inspirado no faroeste italiano da década de 60, o famoso estilo "western spaghetti"; as cenas principais aconteceram em importantes locais do município, tais como no Mosteiro de São Bento de Mussurepe, no Haras Kai Kai, na praça do Santíssimo Salvador, nos arredores do Solar do Colégio, que abriga o  Arquivo Público Municipal Waldir Pinto de Carvalho, e na sede do Jockey Club de Campos, onde no passado funcionou o Hipódromo Linneo de Paula Machado. Para a imprensa, Tonico Pereira afirmou que:  Trabalhei muito pouco em Campos, que não me dá muita bola. Mas, recebi esse convite e aceitei. Num momento pandêmico, qualquer convite é precioso. E eu gostei do roteiro. É um curta-metragem que representa bem o coronelismo de outrora na cidade.

## Década de 2020
| Ano  | Título                    | Personagem              | Notas             |
| ---- | ------------------------- | ----------------------- | ----------------- |
| —    | O Velho Fusca             | Vovô                    |                   |
| 2024 | Saideira                  | Honório                 |                   |
| 2023 | Fervo                     | Tibério                 |                   |
| 2023 | Nas Ondas da Fé           | Bispo                   |                   |
| 2022 | Último Domingo            | Abiatar                 | Curta-metragem    |
| 2022 | O Aniversário do seu Lair | Lair                    | Curta-metragem    |
| 2022 | Álbum em Família          | Tonico / Velho          |                   |
| 2021 | O Segredo de Sara         | —                       |                   |
| 2021 | Meu Tio José              | Diretor da escola (voz) | Filme de animação |

## Década de 2010
| Ano  | Título                               | Personagem    | Notas                        |
| ---- | ------------------------------------ | ------------- | ---------------------------- |
| 2019 | Correndo Atrás                       | Aníbal        |                              |
| 2019 | O Embrolho                           | Marido        | Curta-metragem               |
| 2018 | O Homem na Caixa                     | Carcereiro    | Curta-metragem               |
| 2018 | Crô em Família                       | Orlando       |                              |
| 2018 | Os Príncipes                         | Velho senhor  |                              |
| 2018 | O Vestido de Myriam                  | Marido        | Curta-metragem               |
| 2017 | Como Você me Vê?                     | Ele mesmo     |                              |
| 2016 | Os Incontestáveis                    | Lobo          |                              |
| 2016 | Licença Prêmio                       | —             |                              |
| 2016 | Histórias de Alice                   | Taxista       |                              |
| 2016 | A Repartição do Tempo                | Dr. Brasil    |                              |
| 2016 | O que Seria Deste Mundo sem Paixão?  | —             |                              |
| 2015 | Entrando Numa Roubada                | João Gonzales |                              |
| 2015 | Considerações Sobre Fumaça e Musgo   | —             | Curta-metragem               |
| 2014 | Rio, Eu Te Amo                       | Fernando      | Segmento: "O Vampiro do Rio" |
| 2014 | Vestido pra Casar                    | Belisário     |                              |
| 2013 | Mahjong                              | Velho         | Curta-metragem               |
| 2013 | Se Puder... Dirija!                  | —             |                              |
| 2013 | Cores                                | Nicolau       |                              |
| 2013 | Djalioh                              | Médico        |                              |
| 2012 | Sobre Anões & Cifrões                | —             | Curta-metragem               |
| 2012 | As Aventuras de Agamenon, o Repórter | Comandante    |                              |
| 2011 | Assalto ao Banco Central             | Doutor        |                              |
| 2011 | O Palhaço                            | Beto Papagaio |                              |
| 2011 | O Palhaço                            | Deto Papagaio |                              |
| 2011 | Paraíso, Aqui Vou Eu                 | Taxista       |                              |
| 2010 | O Bem Amado                          | Vladmir       |                              |

## Década de 2000
| Ano  | Título                          | Personagem        | Notas          |
| ---- | ------------------------------- | ----------------- | -------------- |
| 2008 | Romance                         | Diretor           |                |
| 2007 | A Grande Família - O Filme      | Mendonça          |                |
| 2007 | Saneamento Básico, o Filme      | Seu Antônio       |                |
| 2006 | Brasília 18%                    | Emílio de Menezes |                |
| 2006 | Vestido de Noiva                | Barbudo           |                |
| 2005 | O Coronel e o Lobisomem         | Seu Nino Padilha  |                |
| 2004 | O Veneno da Madrugada           | Barbeiro          |                |
| 2004 | Redentor                        | Delegado          |                |
| 2004 | Quase Dois Irmãos               | Chefe do presídio |                |
| 2004 | Um Show de Verão                | Seu Cisco         |                |
| 2003 | Maria, Mãe do Filho de Deus     | Herodes           |                |
| 2003 | Clandestinidade                 | Chefe do Partido  | Curta-metragem |
| 2002 | Querido Estranho                | Manoel            |                |
| 2001 | Caramuru - A Invenção do Brasil | Itaparica         |                |
| 2001 | Copacabana                      | Raimundo          |                |
| 2000 | A Hora Marcada                  | Beltrano          |                |

## Década de 1990
| Ano                       | Título                                | Personagem            | Notas                  |
| ------------------------- | ------------------------------------- | --------------------- | ---------------------- |
| 1999                      | No Coração dos Deuses                 | Cirineu               |                        |
| 1998                      | Traição                               | Jordão                |                        |
| 1998                      | O Primeiro Dia                        | Carcereiro            |                        |
| 1998                      | Policarpo Quaresma, Herói do Brasil   | Bustamante            |                        |
| 1998                      | Como Ser Solteiro                     | Álvaro                |                        |
| 1997                      | Guerra de Canudos                     | Coronel Moreira César |                        |
| 1997                      | O Cego que Gritava Luz                | Dimas / Pedro         |                        |
| 1996                      | O Guarani                             | Aires                 |                        |
| 1995                      | Menino Maluquinho - O Filme           | Seu Tobias            |                        |
| 1994                      | Erotique                              | —                     | Segmento: "Final Call" |
| 1994                      | Era uma vez...                        | Rei Turíbio           |                        |
| 1991                      | A Grande Arte                         | Rafael                |                        |
| 1991                      | Vai Trabalhar, Vagabundo II - A Volta | Palhaço               |                        |
| 1990                      | O Quinto Macaco                       | Segundo homem         |                        |
| Assim na Tela Como no Céu | Homem antigo                          |                       |                        |
| Círculo de Fogo           | —                                     |                       |                        |
| Corpo em Delito           | —                                     |                       |                        |

## Década de 1980
| Ano  | Título                      | Personagem      | Notas |
| ---- | --------------------------- | --------------- | ----- |
| 1988 | Fábula de la bella Palomera | Alcalde         |       |
| 1988 | Dedé Mamata                 | Jacques         |       |
| 1987 | Running Out of Luck         | Caminhoneiro    |       |
| 1987 | Ele, o Boto                 | Pereira         |       |
| 1987 | Romance da Empregada        | Entregador      |       |
| 1986 | O Homem da Capa Preta       | Bereco          |       |
| 1985 | O Rei do Rio                | Delegado Paixão |       |
| 1984 | São Bernardo                | —               |       |
| 1984 | Nunca Fomos tão Felizes     | Policial        |       |
| 1984 | Memórias do Cárcere         | Desidério       |       |

## Década de 1970
| Ano  | Título                              | Personagem |
| ---- | ----------------------------------- | ---------- |
| 1979 | O Coronel e o Lobisomem             | Lobisomem  |
| 1979 | A República dos Assassinos          | Carlinhos  |
| 1978 | A Lira do Delírio                   | Tonico     |
| 1976 | Crueldade Mortal                    | Nozinho    |
| 1976 | A Queda                             | Operário   |
| 1975 | As Aventuras Amorosas de um Padeiro | —          |
| 1974 | O Amuleto de Ogum                   | Ladrão     |